# Nina Savina
Nina Vasilievna Savina –en ruso, Нина Васильевна Савина– (San Petersburgo, 29 de septiembre de 1915–Leningrado, 1965) fue una deportista soviética que compitió en piragüismo en la modalidad de aguas tranquilas. Ganó una medalla de bronce en los Juegos Olímpicos de Helsinki 1952, en la prueba de K1 500 m.

## Palmarés internacional
| Juegos Olímpicos | Juegos Olímpicos     | Juegos Olímpicos  | Juegos Olímpicos |
| Año              | Lugar                | Medalla           | Competición      |
| ---------------- | -------------------- | ----------------- | ---------------- |
| 1952             | Helsinki (Finlandia) | Medalla de bronce | K1 500 m         |